# Microcerella weyrauchi
Microcerella weyrauchi är en tvåvingeart som först beskrevs av Guilherme A.M.Lopes 1954.  Microcerella weyrauchi ingår i släktet Microcerella och familjen köttflugor.
Artens utbredningsområde är Peru. Inga underarter finns listade i Catalogue of Life.